# Libânio Augusto Severo Dias de Freitas
Libânio Augusto Severo Dias de Freitas ComNSC (16 de Setembro de 1871 - 27 de Fevereiro de 1930), 2.º Conde de Azarujinha, foi um empresário português, chegou a ser o terceiro contribuinte de Portugal.

## Família
Filho de António Augusto Dias de Freitas, 1.º Visconde de Azarujinha e 1.º Conde de Azarujinha, e de sua mulher Joana Amália Correia de Sequeira Pinto.

## Biografia
Fidalgo Cavaleiro da Casa Real, foi Comendador da Ordem de Nossa Senhora da Conceição de Vila Viçosa e abastado Proprietário.
O título de 2.º Conde de Azarujinha, em sua vida, foi-lhe renovado por Decreto de D. Carlos I de Portugal de 27 de Maio de 1904.

## Casamento e descendência
Casou em 1893 com Antónia de Paiva de Albuquerque de Lemos, filha do Coronel de Cavalaria e Comandante-Geral da antiga Guarda Municipal, e mais tarde General, Jaime Malaquias de Lemos e de sua mulher Maria Elisa de Paiva de Albuquerque, filha do 2.º Visconde de Oleiros, com geração. Este casamento, depois de 3 de Novembro de 1910, veio a ser dissolvido por divórcio.